# Bunny Blarneyed; or, The Blarney Stone
Bunny Blarneyed; or, The Blarney Stone è un cortometraggio muto del 1912 scritto e diretto da Laurence Trimble.

## Trama
Il pretendente di una ragazza costringe il padre della fanciulla di cui è innamorato ad acconsentire al suo matrimonio appendendolo sopra la Blarney Stone.

## Produzione

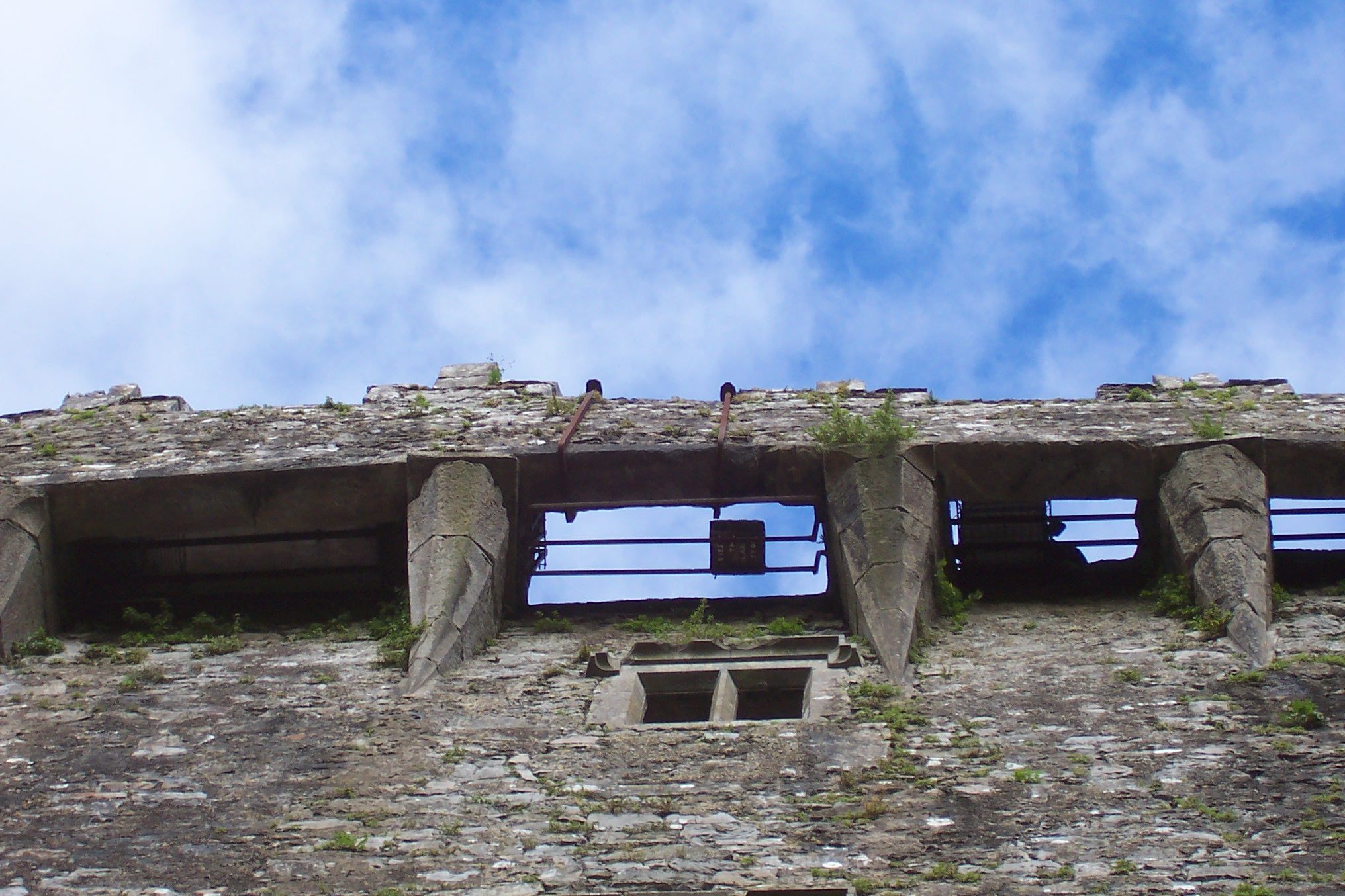
La Blarney Stone vista dall'esterno

Il film, che fu prodotto dalla Vitagraph Company of America, venne girato in Inghilterra. La Blarney Stone è un blocco di roccia sedimentaria carbonifera inserito nella torre del Castello di Blarney, in Irlanda: una leggenda racconta che se si bacia la pietra con la testa all'ingiù, si ottiene il dono dell'eloquenza.

## Distribuzione
Distribuito dalla General Film Company, il film - un cortometraggio di 200 metri - uscì nelle sale cinematografiche statunitensi il 28 marzo 1913.